# Erland Kaijser
Erland August Kaijser, född 16 november 1910 i Härnösand, Västernorrlands län, död 3 januari 1976 i Bromma, Stockholms län, var en svensk kraftverksdirektör.

## Biografi
Kaijser var son till medicine doktor Fritz Kaijser och medicine licentiat Anna Lovén samt bror till Helena Johanna Kaijser, Christian Kaijser, Rolf Kaijser, Fritz Kaijser och Olof Kaijser. Han studerade vid Kungliga Tekniska högskolan (KTH) 1933 och var ingenjör vid Trollhätte kraftverk i Trollhättan 1933–1936 samt 1939–1941. Kaijser var ingenjör i Skara 1936, Göteborg 1937-1939 och tillförordnad speciallärare vid Chalmers tekniska högskola 1938–1940. Han var direktörsassistent vid Motala kraftverk 1941-1945, driftchef vid Norrbottens kraftverk i Porjus 1945–1951 och var kraftverksdirektör vid Övre Norrlands kraftverk 1951–1958 och vid Älvkarleby kraftverk från 1958. Kaijser var styrelseledamot i AB Värmdö elverk 1964 och Rönninge elverk 1966.
Kaijser gifte sig 1938 med skolkökslärarinnan Britt-Lis Nybom (1912–2004), dotter till kassören Thorwald Nybom och Olga Blomquist. Han var far till Jan (född 1939) och Thor (1943–2022). Kaijser avled 1976 och gravsattes på Norra begravningsplatsen utanför Stockholm.

## Utmärkelser
- Riddare av Nordstjärneorden (RNO) [2]